# Euphorbia robecchii
Euphorbia robecchii är en törelväxtart som beskrevs av Ferdinand Albin Pax. Euphorbia robecchii ingår i släktet törlar, och familjen törelväxter. Inga underarter finns listade i Catalogue of Life.